# Sterling (logiciel)
Pour les articles homonymes, voir Sterling.
Sterling est un logiciel permettant d'obtenir des fractales. Il a été développé en 1999 par Stephen C. Ferguson avec le langage de programmation C pour le système d'exploitation Microsoft Windows. Sterling était à l'origine un gratuiciel, une contribution de 25 USD est désormais demandée lors du téléchargement du logiciel sur le site du développeur.
Sterling2 est une version gratuite de Sterling qui utilise des algorithmes différents. Sorti en septembre 2008, il fut modifié par Tad Boniecki. Sterling2 est similaire à Sterling premier du nom, à l'exception du nom Sterlingwar2 lisible dans le barre de menus, et dans le menu À propos. Cependant, 50 formules générant des fractales ont été rajoutées au niveau interne. Les fichiers de paramètres créés par Sterling peuvent être utilisés dans Sterling2 et réciproquement, même si les fractales générées ne seront pas identiques.

## Description
Sterling s'appuie sur l’idée d'utiliser des filtres de couleurs et des ombres pour obtenir des fractales intéressantes. Dans beaucoup d'images, l'intérêt principal se trouve davantage dans les couleurs que dans la fractale elle-même et dans ses contours, comme les images créées avec les programmes traditionnels. Ainsi la fractale sert simplement de source pour les filtres et les algorithmes des couleurs. Une caractéristique de Sterling est la richesse de ses rendus.
Sterling possède une interface utilisateur avec peu de fonctions. Le programme peut sauvegarder les fichiers aux formats .jpg, .bmp et six autres. Sterling permet de dessiner dans le mode Julia et à l'envers. Enfin, il implémente l'anti-aliasing. Sterling offre 32 rendus différents et quatre effets de transformation. Il y a trois contrôles indépendants de gestion des couleurs et trois modes de zoom.
Le paquet compressé ZIP de Sterling2 (436 ko) contient de brèves instructions. L'installation n'est pas nécessaire : il suffit de placer les fichiers .exe et .dll dans le même répertoire et lancer l'application.

## Images générées parSterling2

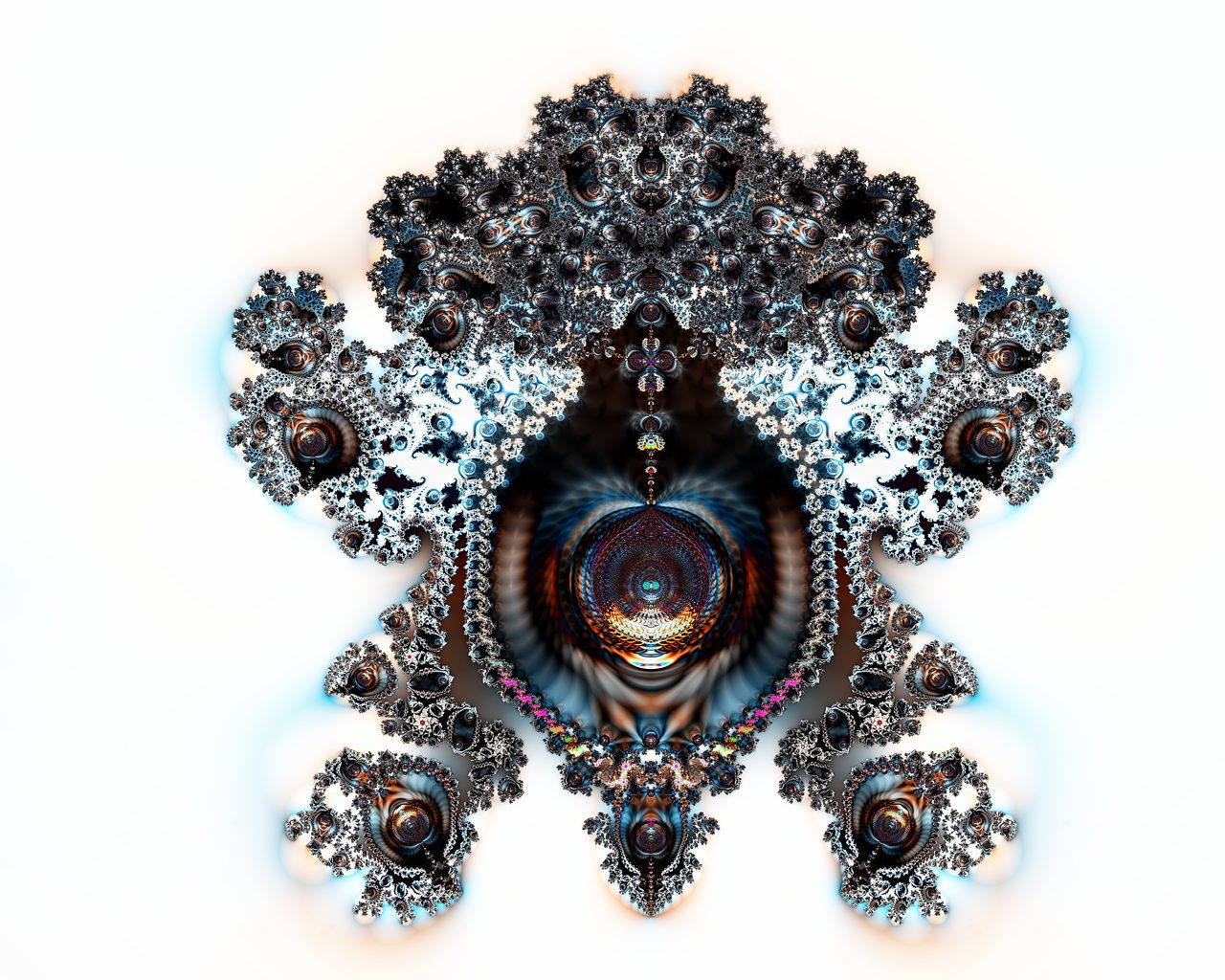
« Sentinelle »
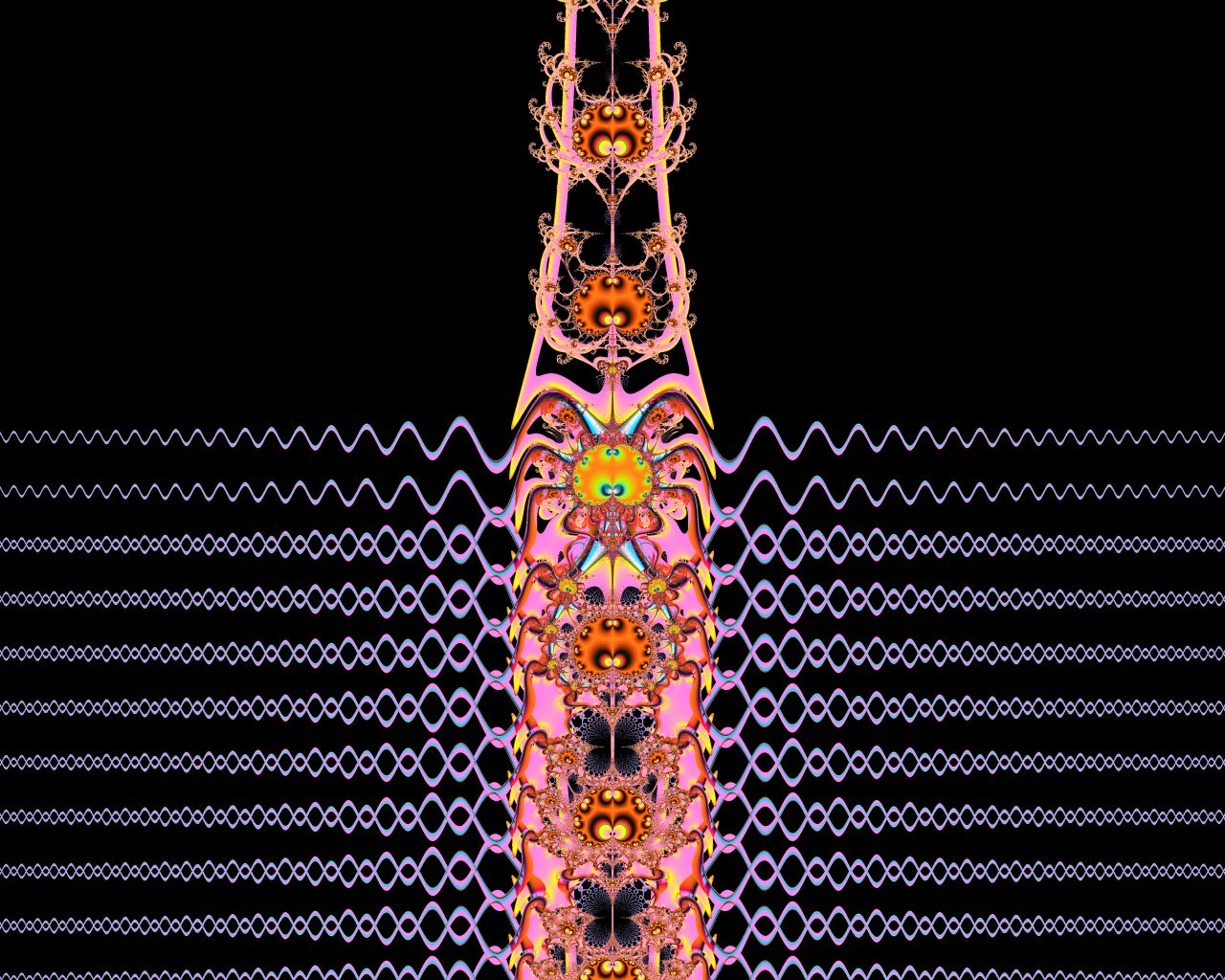
« Tour »
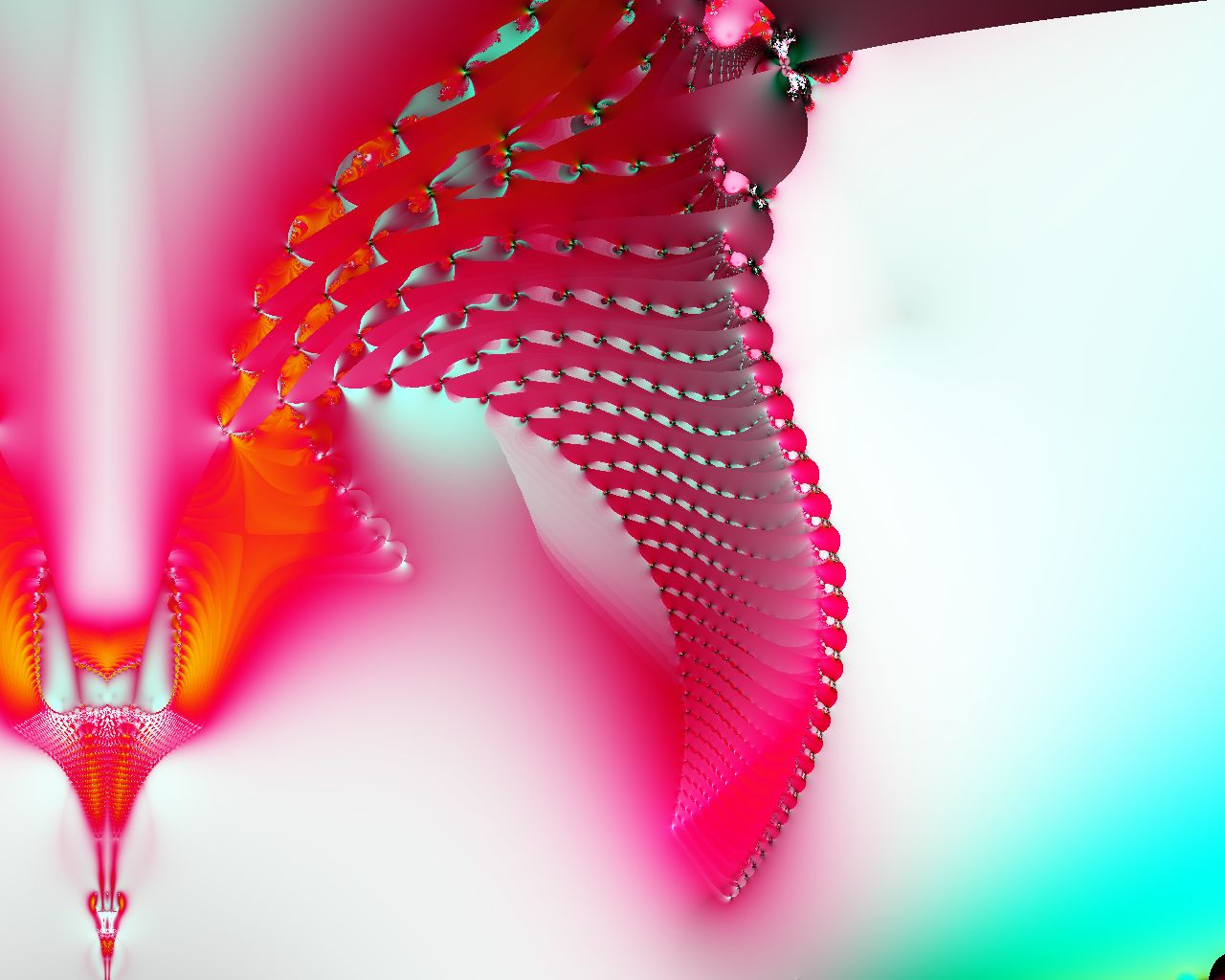
« Flamme rouge »
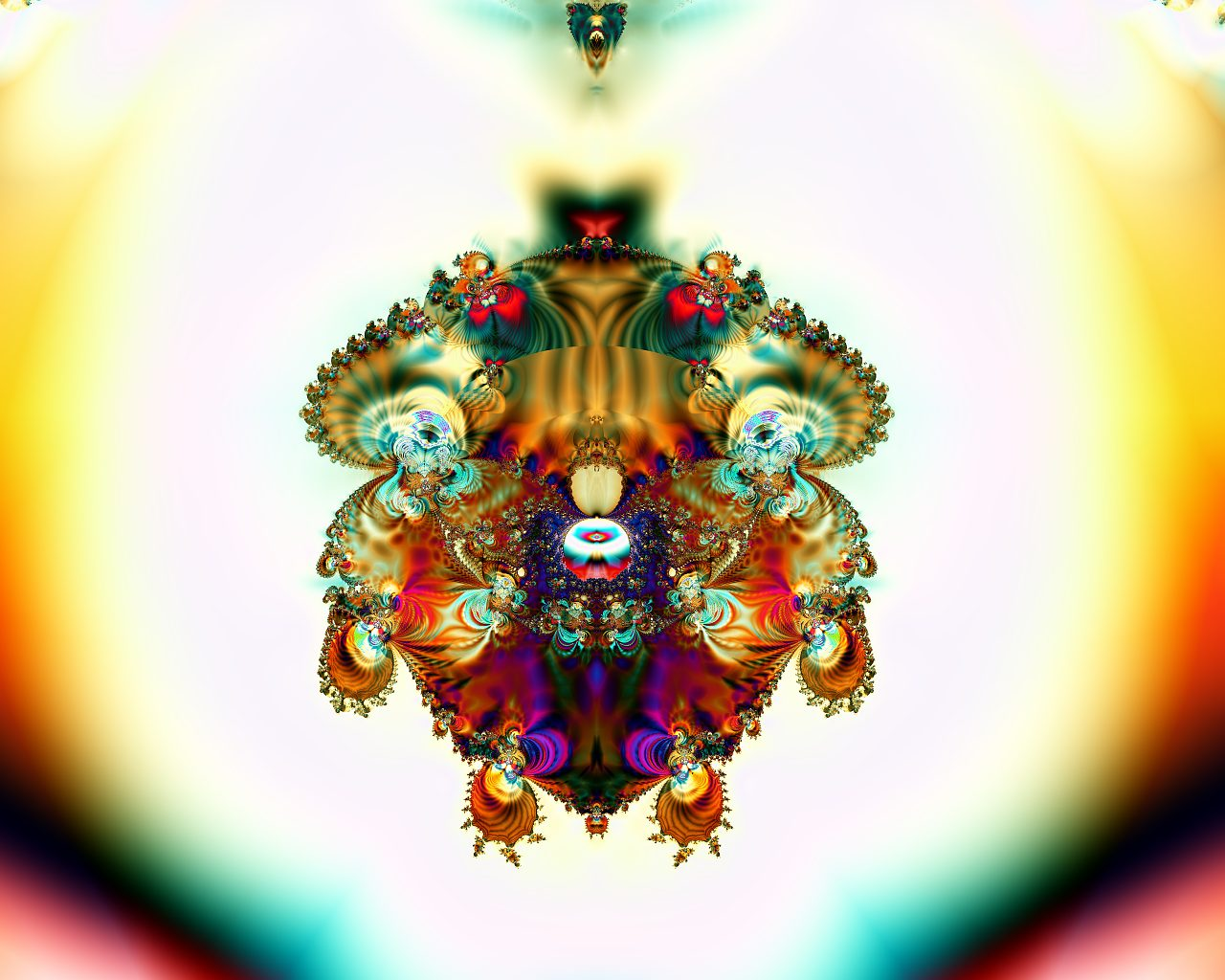
« Insecte »

## Source
- (en) Cet article est partiellement ou en totalité issu de l’article de Wikipédia en anglais intitulé « Sterling (program) » (voir la liste des auteurs).